# Livadi
Livadi  este un oraș în Grecia în prefectura Larissa. Aici trăiesc mulți aromâni.